# خودوسلاویتسه
خودوسلاویتسه (به چکی: Chudoslavice) یک منطقهٔ مسکونی در جمهوری چک است که در ناحیه لیتومیریتسه واقع شده‌است. خودوسلاویتسه ۳٫۸۴ کیلومتر مربع مساحت و ۱۲۱ نفر جمعیت دارد و ۲۹۰ متر بالاتر از سطح دریا واقع شده‌است.